# Angiolo Procissi
Angiolo Procissi (Prato, 6 dicembre 1908 – Firenze, 28 agosto 1987) è stato un matematico e storico della matematica italiano.

## Biografia
Nato a Prato il 6 dicembre 1908, Angiolo Procissi si laureò in Matematica presso l'Università degli Studi di Firenze, discutendo la sua tesi con Giovanni Sansone il 20 luglio 1930. Incaricato delle esercitazioni di geometria descrittiva presso le Facoltà di Architettura e di Scienze di Firenze per il quinquennio 1932-1937, si dedicò, a partire dal 1937, all'insegnamento della Matematica e della Fisica negli istituti magistrali di Fiume, di Pistoia e infine nel Liceo Scientifico di Firenze, fino al 1967, quando passò a tempo pieno all'insegnamento universitario.
All'insegnamento nelle scuole medie superiori affiancò, fin dai primi anni dopo la Laurea, un'intensa opera di studio e ricerca nel settore di storia della matematica che rimase per tutta la sua vita il principale campo d'indagine della sua attività scientifica. Nel 1954 conseguì la libera docenza in storia delle matematiche presso l'Università degli Studi di Firenze, dove, dal 1967 e fino al suo pensionamento nel 1979, ricoprì anche l'incarico di Istituzioni Matematiche per Naturalisti nella Facoltà di Scienze Matematiche, Fisiche e Naturali.
Nell'Anno Accademico 1978-1979 ricoprì la cattedra di Storia delle Matematiche presso la Facoltà di Scienze dell'Università di Bologna.
Socio corrispondente della Società Torricelliana di Faenza fin dal 1952 nonché socio dell'Accademia toscana di scienze e lettere "La Colombaria" dal 1977, Procissi fu autore di 37 pubblicazioni, per lo più relative a questioni di storia della matematica, tra le quali meritano di essere ricordati il volume del 1951 dedicato ai manoscritti torricelliani, quello dedicato ai manoscritti della Collezione Galileiana conservata presso la Biblioteca Nazionale Centrale di Firenze, edito nel 1959, e i contributi volti ad approfondire lo studio del problema bernoulliano, dei problemi di 3º grado, dell'equazione cubica di Gerolamo Cardano, de I Ragionamenti d'algebra di Raffaello Canacci.
Parimenti degne di nota per la loro chiarezza d'impostazione sono le due pubblicazioni frutto dell'opera di insegnante del Procissi, ovvero un eserciziario pensato per gli studenti dei licei classico e scientifico, edito nel 1970, e le Istituzioni di Matematiche del 1975, dedicate agli studenti delle lauree in Scienze Naturali e Geologiche.
Morì a Firenze il 28 agosto 1987.

## Fondo Procissi
Un Fondo Procissi, che conserva soprattutto carte attinenti l'attività di catalogazione dei fondi galileiani della Biblioteca Nazionale Centrale di Firenze, è giunto per donazione del titolare all'Archivio dell'Accademia Toscana di Scienze e Lettere “La Colombaria”.
Nel 1988 si è invece aggiunto alle collezioni della sede di Matematica della Biblioteca di Scienze  dell’Università degli Studi di Firenze, per volontà della vedova, un fondo librario e archivistico appartenuto e prodotto da Angiolo Procissi. Il fondorisulta composto da una miscellanea di 4.331 opuscoli raccolti in 142 buste e da 2.202 volumi, molti dei quali riportano dediche di matematici e l'ex libris di Giovanni Sansone, di cui il Procissi fu allievo. Oltre a questi documenti sono presenti anche materiali preparatori per pubblicazioni, per lo più appunti, fotocopie, ritagli stampa e trascrizioni.

## Opere
- Il problema bernoulliano "De quadrisectione trianguli scaleni per duas normales rectas", Bologna, Zanichelli, 1934, Estr. da: Periodico di matematiche, s. 4, vol. 14, n. 1, gen. 1934.
- Sui problemi di 3. grado, Bologna, Zanichelli, 1935, Estr. da: Periodico di matematiche, s. 4, vol. 15, n. 4, lug. 1935.
- Lettere di Giovanni Ceva ad A. Magliabechi con note bibliografiche, Bologna, Zanichelli, 1940, Estr. da: Periodico di matematiche, s. 4, vol. 20, n. 5, 1940.
- Nuove ricerche bibliografiche galileiane, Bologna, Zanichelli, 1950.
- I manoscritti torricelliani conservati a Firenze, Firenze, Editrice Universitaria, 1951.
- Il caso irriducibile dell'equazione cubica da Cardano ai moderni algebristi, Bologna, Zanichelli, 1951, Estr. da: Periodico di matematiche, s. 4, vol. 29, n. 5, dic. 1951, pp. 263-280.
- Sui Ragionamenti d'algebra di Raffaello Canacci, Pavia, F.lli Fusi, 1952, Estr. da: Atti dell'Accademia ligure di Scienze e Lettere, vol. 9, n. 1, 1952.
- Gli studi di Enrico Betti sulla teoria di Galois nella corrispondenza Betti-Libri, in Bollettino dell'Unione Matematica Italiana, s. 3, vol. 8, n. 3, Bologna, Zanichelli, 1953,  pp. 315-328.
- I Ragionamenti d'algebra di R. Canacci, in Bollettino dell'Unione Matematica Italiana, s. 3, vol. 9, n. 4, Bologna, Zanichelli, 1954,  pp. 420-451.
- I manoscritti superstiti dell'Accademia del Cimento, Pisa, Domus Galilaeana, 1958, pp. 25-34, tavv. 20-27, Estr. da: Celebrazione della Accademia del Cimento nel tricentenario della fondazione : Domus Galilaeana, 19 giugno 1957, 1958.
- La collezione galileiana della Biblioteca Nazionale Centrale di Firenze, Roma, Istituto Poligrafico dello Stato, 1959.
- Una memoria inedita di Ottavio Colecchi, Firenze, Olshki, 1963, pp. 320-326, Estr. da: Physis : rivista di storia della scienza, vol. 5, n. 3, 1963.
- Lo stato attuale degli studi sui discepoli di Galileo, Roma, Ente nazionale per le biblioteche popolari e scolastiche, 1967, pp. 227-230, Estr. da: Cultura e scuola, n. 23, 1967.
- Momenti storico-biografici nella bibliografia galileiana, Firenze, Barbera, 1967.
- Esercizi e problemi risolti di matematica : per il liceo classico e il liceo scientifico, Bologna, Capitol, 1970.
- Istituzioni di matematiche : per gli studenti che si avviano alla laurea in Scienze naturali o in Scienze geologiche anno accademico 1970-71, S.l., s.n., 1975.
- Giovanni Sansone, 24 maggio 1888-13 ottobre 1979, Firenze, Fratelli Lega, 1981, pp. 46-48, Estr. da: Torricelliana, 3, 1980.
- Una biblioteca dedicata a Toja, in "La Fondiaria notizie", n. 5, 1983, pp. 17-20.
- Bibliografia matematica della Grecia classica e di altre civiltà antiche, Firenze, La Nuova Italia, 1981.
- Di alcuni problemi anteriori ed analoghi a quello di Malfatti, Ferrara, Universita degli studi di Ferrara, 1982, pp. 330-336, Estr. da: Gianfrancesco Malfatti nella cultura del suo tempo, atti del Convegno, Ferrara, 23-24 ottobre, 1981, 1982.
- Raffaello Canacci, Ragionamenti d'algebra. I Problemi : dal codice Pal. 576 della Biblioteca nazionale di Firenze, Siena, Servizio editoriale dell'Università di Siena, 1983 (a cura e con introduzione di Angiolo Procissi).
- L'insegnamento della matematica nello studio fiorentino in "Storia dell'Ateneo fiorentino", Firenze : F. & F. Parretti grafiche, 1987, pp. 566-572.